# Маслюченко Варвара Олексіївна
Варвара Олексіївна Маслюченко (2 грудня 1902, Харків — 21 січня 1983, Київ) — українська акторка. Дружина українського письменника Остапа Вишні (Губенка).

## Життєпис
Народилася 2 грудня 1902 року в Харкові. Навчалася в Київському музично-драматичному інституті ім. Миколи Лисенка (1919). У 1920—1923 — акторка театрів Києва, Харкова, російських театрів. Якийсь час під час 
Другої світової війни очолювала фронтовий театр у Рязанській області РРФСР.

## Автор книги
- «Про Остапа Вишню. Спогади» (Київ, 1989).

## Знялася у фільмах
- «Каламуть» (1927, Люлька-повія),
- «Троє» (1928, гувернантка),
- «Гроза над полями» (1958, Олімпія),
- «Люди моєї долини» (1960, Настя),
- «Лісова пісня» (1961, мати Лукаша),
- «Сповідь» (1962, Євдокія),
- «Вавилон-XX» (1980, мати).

## Вшанування пам'яті
В Києві є вулиця Варвари Маслюченко.